# Ferdinand de Lesseps
Ferdinand Marie, vicomte de Lesseps, francoski diplomat in inženir, * 19. november 1805, † 7. december 1894.
Lesseps je najbolj znan po tem, da je projektiral izgradnjo Sueškega prekopa, ki je leta 1869 močno skrajšal trgovske poti med Vzhodom in Zahodom. Leta 1880 je bil izbran tudi za vodjo projekta izgradnje Panamskega prekopa, ki pa ga je moral predčasno opustiti zaradi velikih bolezenskih težav delavcev in slabih delovnih pogojev.